# Sidi Barrani

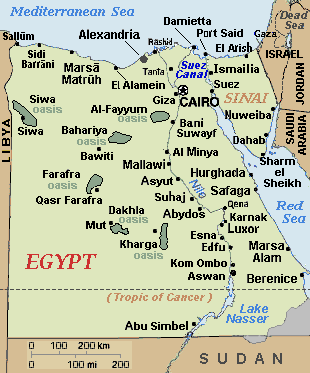

Sidi Barrani (arabe : سيدي برّاني) est une ville d’Égypte, près de la Méditerranée, à environ 95 km à l'est de la frontière avec la Libye, et 240 km de Tobrouk, de 14 393 habitants.

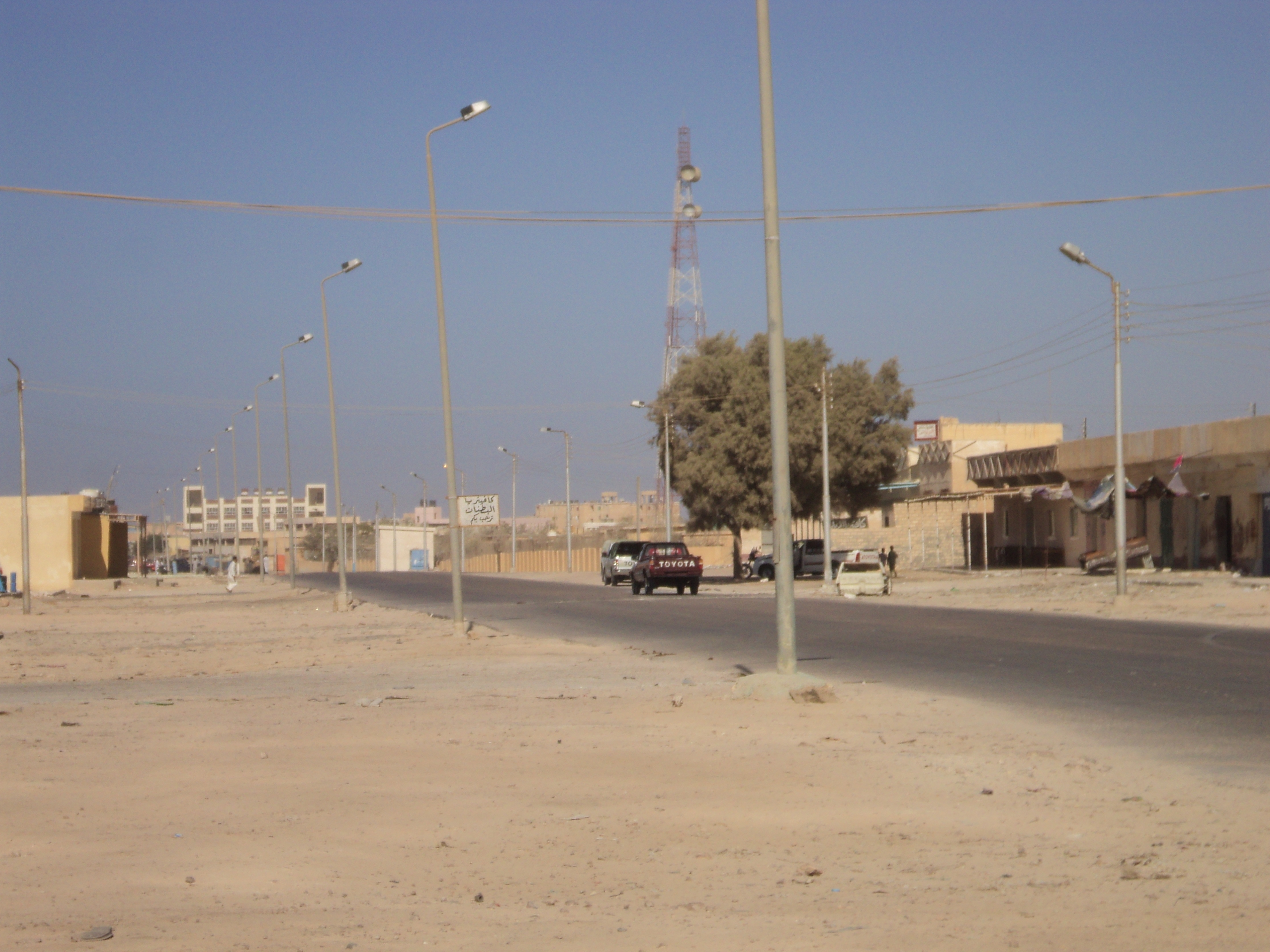
La ville égyptienne de Sidi Barrani

Le bourg est principalement une communauté de Bédouins. Pourvu d'un magasin d'alimentation et d'une station d'essence, ainsi que d'un petit hotel, il n'y a pratiquement pas d'activités touristiques. 

## Géographie

### Situation
| Mer Méditerranée                      | Mer Méditerranée | Mer Méditerranée   |
| Buqbuq                                | Sidi Barrani     | Zawyet el Tarfayat |
| Jaghbub, Libye, Abar Hirbawl (Égypte) |                  |                    |

## Toponymie
Nommé d'après Sidi es-Saadi el Barrani, un cheikh Senoussi  qui était chef de sa Zawiya.

## Histoire
Située près de l'antique cité romaine de Zygra, dans la province de Cyrénaïque, Sidi Barrani est citée dans les travaux d'histoire comme le point final  d'invasion de l'Égypte depuis la Libye par les troupes italiennes durant la Seconde Guerre mondiale. La 10e armée italienne construisit une série de fortins dans la zone. 
Les ambulanciers volontaires de l'American Field Service servant auprès de la VIIIe armée britannique furent basés dans la zone en juin 1942, à 45 km à l'est de Sidi Barrani.
Lors de l'éclipse solaire du 3 octobre 2005 Sidi Barrani a accueilli plusieurs expéditions en route vers le point d'observation de Zawiet Mahtallah, à 27 km plus à l'est.